# Leandro Cufré
Leandro Damián Cufré (La Plata, 9 mei 1978) is een Argentijnse voetballer. Hij vertrok in december 2011 van GNK Dinamo Zagreb naar Atlas Guadalajara. Een maand eerder voordat hij naar Dinamo Zagreb zou gaan, ging hij nog een verbintenis aan bij Gimnasia y Esgrima de La Plata, maar liet dit ontbinden toen bleek dat hij daar een rol op het tweede plan zou gaan spelen.
Cufré werd voor het seizoen 2001/02 door AS Roma uit Argentinië weggehaald. Hier speelde hij de eerste twee jaar weinig. Na een seizoen verhuurd te zijn aan AC Siena, stond Cufré bij Roma vaker in de basis.
In 2000 debuteerde Cufré in het Argentijnse elftal. Hij nam met Argentinië mee aan het WK 2006 in Duitsland.